# America's Next Top Model (mùa 19)
America's Next Top Model, Mùa thi 19 (còn được gọi là America's Next Top Model: Nữ sinh đại học) là mùa thi thứ 19 của chương trình thực tế America's Next Top Model phát sóng vào ngày 24 tháng 8 năm 2012 trên The CW. Chương trình đặc biệt dành cho 13 cô gái tiềm năng đều đang là học sinh, sinh viên của các trường đại học có ước mơ trở thành người mẫu chuyên nghiệp.
Trong mỗi tuần thi, các thí sinh sẽ nhận được điểm số đánh giá từ Tyra, Kelly và Rob cho phần thể hiện của họ trong những thử thách và chụp hình. Những điểm số này cùng với điểm trung bình từ người hâm mộ do Bryanboy công bố sẽ xác định những người ở lại trong cuộc thi mỗi tuần. Cô gái với số điểm thấp nhất sẽ bị loại khỏi cuộc thi. Tuy nhiên, trong 6 tuần đầu tiên các cô gái bị loại vẫn có thể tham gia chụp ảnh, và ảnh của họ sẽ được bầu chọn tiếp tục từ người hâm mộ. Cô gái có số điểm truyền thông cao nhất trong số các cô gái đã bị loại sẽ có cơ hội trở lại tham gia tiếp cuộc thi.
Điểm đến quốc tế của mùa này là Ocho Rios dành cho top 6.
Người chiến thắng mùa này là cô gái Laura James, 21 tuổi, đến từ Cambridge, New York và đại diện Trường Cao đẳng Paul Smith. Giải thưởng của cô trong mùa thi này là:
- Một hợp đồng người mẫu với LA Models & New York Model Management
- Làm gương mặt cho sản phẩm nước hoa Dream Come True
- Lên ảnh bìa tạp chí Nylon
- Tham gia các chiến dịch với Nine West và Smashbox Cosmetics
- Giải thưởng tiền mặt trị giá 100.000$

## Đinh dạng chương trình
Thành phần ban giám khảo đã không còn Nigel Barker, Ms J. và Jay Manuel. Ban giám khảo mới sẽ bao gồm Tyra Banks và Kelly Cutrone. Siêu mẫu Rob Evans sẽ thay thế cho vị trí của Ms J. Alexander. Mùa thi có thêm sự bình chọn công khai từ khán giả sẽ góp phần quan trọng trong việc đi hay ở của thí sinh, và Bryanboy sẽ là người đại diện ban giám khảo để thông báo số điểm mà khán giả và fan bình chọn cho thí sinh trong tuần. Đây là mùa thi đầu tiên có 4 thành viên BGK thường trực mà không có giám khảo khách mời. Ngoài ra, giám đốc sáng tạo Mr Jay Manuel cũng được thay thế bởi Johnny Wujek.

## Các thí sinh
(Độ tuổi thí sinh được tính từ lúc tham gia chương trình)
| Đến từ                                  | Thí sinh          | Tuổi | Chiều cao               | Quê quán                       | Bị loại ở | Hạng         |
| --------------------------------------- | ----------------- | ---- | ----------------------- | ------------------------------ | --------- | ------------ |
| Đại học Nam California                  | Jessie Rabideau   | 23   | 1,77 m (5 ft 9+1⁄2 in)  | Speedway, Indiana              | Tập 2     | 13           |
| Đại học Harvard                         | Maria Tucker      | 22   | 1,71 m (5 ft 7+1⁄2 in)  | Las Cruces, New Mexico         | Tập 3     | 12 (bỏ cuộc) |
| Đại học Bang Louisiana                  | Darian Ellis      | 22   | 1,75 m (5 ft 9 in)      | Baton Rouge, Louisiana         | Tập 3     | 11           |
| Học viện Aveda Columbus                 | Destiny Strudwick | 18   | 1,74 m (5 ft 8+1⁄2 in)  | Columbus, Ohio                 | Tập 4     | 10           |
| Đại học Texas tại Austin                | Yvonne Powless    | 20   | 1,74 m (5 ft 8+1⁄2 in)  | Austin, Texas                  | Tập 6     | 9            |
| Đại học Bang Florida                    | Allyssa Vuelma    | 20   | 1,79 m (5 ft 10+1⁄2 in) | Fort Lauderdale, Florida       | Tập 7     | 8            |
| Cao đẳng cộng đồng Chandler–Gilbert     | Brittany Brown    | 18   | 1,78 m (5 ft 10 in)     | Gilbert, Arizona               | Tập 8     | 7            |
| Đại học Liberty                         | Victoria Henley   | 18   | 1,77 m (5 ft 9+1⁄2 in)  | Colquitt, Georgia              | Tập 9     | 6            |
| Cao đẳng Bang Florida tại Jacksonville  | Kristin Kagay     | 19   | 1,71 m (5 ft 7+1⁄2 in)  | Jacksonville, Florida          | Tập 10    | 5            |
| Đại học East Stroudsburg ở Pennsylvania | Nastasia Scott    | 19   | 1,73 m (5 ft 8 in)      | East Stroudsburg, Pennsylvania | Tập 11    | 4            |
| Đại học Rhode Island                    | Leila Goldkuhl    | 20   | 1,80 m (5 ft 11 in)     | Framingham, Massachusetts      | Tập 12    | 3            |
| Đại học California, Irvine              | Kiara Belen       | 22   | 1,75 m (5 ft 9 in)      | Las Vegas, Nevada              | Tập 12    | 2            |
| Cao đẳng Paul Smith                     | Laura James       | 21   | 1,83 m (6 ft 0 in)      | Cambridge, New York            | Tập 12    | 1            |

## Các tuần thi

### Tập 2:
| Bảng điểm | Bảng điểm | Bảng điểm | Bảng điểm | Bảng điểm | Bảng điểm | Bảng điểm    | Bảng điểm |
| --------- | --------- | --------- | --------- | --------- | --------- | ------------ | --------- |
| #         | Người mẫu | Tyra      | Kelly     | Rob       | Thử thách | Truyền thông | Tổng điểm |
| 1         | Leila     | 10        | 10        | 10        | 5         | 5.4          | 40.4      |
| 2         | Nastasia  | 8         | 7         | 8         | 9         | 4.6          | 36.6      |
| 3         | Brittany  | 7         | 9         | 6         | 9         | 5.3          | 36.3      |
| 4         | Laura     | 9         | 8         | 8         | 5         | 6.0          | 36.0      |
| 5         | Kristin   | 8         | 9         | 7         | 4         | 6.7          | 34.7      |
| 6         | Kiara     | 7         | 7         | 8         | 8         | 4.3          | 34.3      |
| 7         | Yvonne    | 6         | 6         | 6         | 10        | 5.8          | 33.8      |
| 8         | Allyssa   | 9         | 5         | 6         | 7         | 5.1          | 32.1      |
| 9         | Victoria  | 8         | 5         | 6         | 7         | 5.2          | 31.2      |
| 10        | Darian    | 6         | 5         | 5         | 8         | 4.9          | 28.9      |
| 11        | Maria     | 6         | 5         | 6         | 6         | 5.1          | 28.1      |
| 12        | Destiny   | 6         | 6         | 5         | 5         | 4.9          | 26.9      |
| 13        | Jessie    | 5         | 4         | 4         | 4         | 5.37         | 22.4      |

- Ảnh đẹp nhất: Leila Goldkuhl
- Cuối bảng: Jessie Rabideau & Destiny Strudwick
- Loại: Jessie Rabideau

### Tập 3:
| Bảng điểm | Bảng điểm | Bảng điểm | Bảng điểm | Bảng điểm | Bảng điểm    | Bảng điểm | Bảng điểm |
| --------- | --------- | --------- | --------- | --------- | ------------ | --------- | --------- |
| #         | Người mẫu | Tyra      | Kelly     | Rob       | Truyền thông | Tổng điểm |           |
| 1         | Victoria  | 10        | 9         | 9         | 6.2          | 34.2      |           |
| 2         | Brittany  | 10        | 10        | 9         | 4.9          | 33.9      |           |
| 3         | Allyssa   | 10        | 8         | 9         | 5.9          | 32.9      |           |
| 4         | Leila     | 9         | 7         | 10        | 6.2          | 32.2      |           |
| 5         | Laura     | 8         | 8         | 10        | 6            | 32.0      |           |
| 6         | Nastasia  | 6         | 7         | 9         | 6.1          | 28.1      |           |
| 7         | Kristin   | 8         | 7         | 6         | 6.9          | 27.9      |           |
| 8         | Destiny   | 6         | 7         | 7         | 5.1          | 25.1      |           |
| 9         | Kiara     | 9         | 7         | 4         | 4.1          | 24.1      |           |
| 10        | Yvonne    | 6         | 4         | 6         | 4.81         | 20.81     |           |
| 11        | Darian    | 7         | 5         | 4         | 4.78         | 20.78     |           |

- Bỏ thi: Maria Tucker
- Ảnh đẹp nhất: Victoria Henley
- Cuối bảng: Yvonne Powless & Darian Ellis
- Loại: Darian Ellis

### Tập 4:
| Bảng điểm | Bảng điểm | Bảng điểm | Bảng điểm | Bảng điểm | Bảng điểm | Bảng điểm    | Bảng điểm |
| --------- | --------- | --------- | --------- | --------- | --------- | ------------ | --------- |
| #         | Người mẫu | Tyra      | Kelly     | Rob       | Thử thách | Truyền thông | Tổng điểm |
| 1         | Laura     | 9         | 9         | 9         | 8         | 7.5          | 42.5      |
| 2         | Leila     | 9         | 7         | 9         | 6         | 6.3          | 37.3      |
| 3         | Brittany  | 8         | 8         | 9         | 7         | 5.3          | 37.3      |
| 4         | Allyssa   | 8         | 7         | 7         | 8         | 5.5          | 35.5      |
| 5         | Kiara     | 6         | 6         | 6         | 10        | 4.7          | 32.7      |
| 6         | Nastasia  | 9         | 6         | 7         | 5         | 5.4          | 32.4      |
| 7         | Victoria  | 6         | 6         | 6         | 8         | 5.2          | 31.2      |
| 8         | Kristin   | 7         | 4         | 6         | 8         | 5.9          | 30.9      |
| 9         | Yvonne    | 6         | 5         | 5         | 9         | 4.5          | 29.5      |
| 10        | Destiny   | 5         | 5         | 6         | 6         | 5.0          | 27.0      |

- Ảnh đẹp nhất: Laura James
- Cuối bảng: Yvonne Powless & Destiny Strudwick
- Loại: Destiny Strudwick

### Tập 5
| Bảng điểm | Bảng điểm | Bảng điểm | Bảng điểm | Bảng điểm | Bảng điểm | Bảng điểm    | Bảng điểm |
| --------- | --------- | --------- | --------- | --------- | --------- | ------------ | --------- |
| #         | Người mẫu | Tyra      | Kelly     | Rob       | Thử thách | Truyền thông | Tổng điểm |
| 1         | Nastasia  | 8         | 9         | 10        | 8         | 5.9          | 40.9      |
| 2         | Laura     | 9         | 9         | 6         | 9         | 5.7          | 38.7      |
| 3         | Kristin   | 6         | 9         | 10        | 7         | 6.1          | 38.1      |
| 4         | Kiara     | 8         | 8         | 7         | 10        | 4.3          | 37.3      |
| 5         | Victoria  | 8         | 6         | 8         | 9         | 5.5          | 36.5      |
| 6         | Yvonne    | 9         | 7         | 9         | 6         | 5.4          | 36.4      |
| 7         | Allyssa   | 8         | 6         | 6         | 5         | 5.8          | 30.8      |
| 8         | Brittany  | 6         | 6         | 6         | 7         | 4.5          | 29.5      |
| 9         | Leila     | 6         | 4         | 7         | 6         | 6.0          | 29.0      |

- Ảnh đẹp nhất: Natasia Scott
- Cuối bảng: Brittany Brown & Leila Goldkuhl
- Loại: Leila Goldkuhl

### Tập 6:
- Ảnh đẹp nhất: Laura James
- Cuối bảng: Victoria Henley & Yvonne Powless
- Loại: Yvonne Powless

### Tập 7:
- Ảnh đẹp nhất: Natasia Scott
- Cuối bảng: Laura James & Allysha Vuelma
- Loại: Allysha Vuelma

### Tập 8:
- Ảnh đẹp nhất: Laura James
- Cuối bảng: Brittany Brown & Victoria Henley
- Loại: Brittany Brown

### Tập 9:
- Trở lại: Leila Goldkuhl
- Ảnh đẹp nhất: Natasia Scott
- Cuối bảng: Kiara Belen & Victoria Henley
- Loại: Victoria Henley

### Tập 10:
| Bảng điểm | Bảng điểm | Bảng điểm | Bảng điểm | Bảng điểm | Bảng điểm | Bảng điểm    | Bảng điểm |
| --------- | --------- | --------- | --------- | --------- | --------- | ------------ | --------- |
| #         | Người mẫu | Tyra      | Kelly     | Rob       | Thử thách | Truyền thông | Tổng điểm |
| 1         | Leila     | 10        | 10        | 10        | 9         | 7.4          | 46.4      |
| 2         | Kiara     | 10        | 9         | 10        | 7         | 6.2          | 42.2      |
| 3         | Nastasia  | 9         | 8         | 9         | 8         | 6.3          | 40.3      |
| 4         | Laura     | 8         | 7         | 9         | 6         | 5.9          | 35.9      |
| 5         | Kristin   | 9         | 7         | 8         | 5         | 5            | 34.0      |

- Ảnh đẹp nhất: Leila Goldkuhl
- Cuối bảng: Kristin Kagay & Laura James
- Loại: Kristin Kagay

### Tập 11
| Bảng điểm | Bảng điểm | Bảng điểm | Bảng điểm | Bảng điểm | Bảng điểm | Bảng điểm    | Bảng điểm |
| --------- | --------- | --------- | --------- | --------- | --------- | ------------ | --------- |
| #         | Người mẫu | Tyra      | Kelly     | Rob       | Thử thách | Truyền thông | Tổng điểm |
| 1         | Kiara     | 8         | 7         | 9         | 9         | 6.0          | 39.0      |
| 2         | Leila     | 8         | 8         | 9         | 6         | 6.1          | 37.1      |
| 3         | Laura     | 7         | 7         | 8         | 8         | 5.8          | 35.8      |
| 4         | Nastasia  | 8         | 9         | 7         | 6         | 5.5          | 35.5      |

- Ảnh đẹp nhất: Kiara Belen
- Cuối bảng: Laura James & Natasia Scott
- Loại: Natasia Scott

### Tập 12
| Bảng điểm | Bảng điểm | Bảng điểm | Bảng điểm | Bảng điểm | Bảng điểm | Bảng điểm    | Bảng điểm |
| --------- | --------- | --------- | --------- | --------- | --------- | ------------ | --------- |
| #         | Người mẫu | Tyra      | Kelly     | Rob       | Thử thách | Truyền thông | Tổng điểm |
| 1         | Laura     | 9         | 9         | 10        | 7.6       | 5.6          | 41.2      |
| 2         | Kiara     | 7         | 8         | 9         | 8.3       | 4.3          | 36.6      |
| 3         | Leila     | 8         | 8         | 7         | 6.7       | 5.5          | 35.2      |

- Top 3 chung cuộc: Leila Goldkuhl & Kiara Belen & Laura James
- Loại: Leila Goldkuhl
- Top 2 chung cuộc: Kiara Belen & Laura James
- America's Next Top Model: Laura James

## Kết quả

### Thứ tự gọi tên
| 1  | Kristin  | Leila    | Victoria | Laura    | Nastasia | Laura    | Nastasia | Laura    | Nastasia | Leila    | Kiara    | Laura |  |  |  |  |
| 2  | Nastasia | Nastasia | Brittany | Leila    | Laura    | Brittany | Brittany | Kristin  | Laura    | Kiara    | Leila    | Kiara |  |  |  |  |
| 3  | Laura    | Brittany | Allyssa  | Brittany | Kristin  | Allyssa  | Kristin  | Kiara    | Leila    | Nastasia | Laura    | Leila |  |  |  |  |
| 4  | Allyssa  | Laura    | Leila    | Allyssa  | Kiara    | Kristin  | Victoria | Nastasia | Kristin  | Laura    | Nastasia |       |  |  |  |  |
| 5  | Destiny  | Kristin  | Laura    | Kiara    | Victoria | Kiara    | Kiara    | Victoria | Kiara    | Kristin  |          |       |  |  |  |  |
| 6  | Kiara    | Kiara    | Nastasia | Nastasia | Yvonne   | Nastasia | Laura    | Brittany | Victoria |          |          |       |  |  |  |  |
| 7  | Leila    | Yvonne   | Kristin  | Victoria | Allyssa  | Victoria | Allyssa  |          |          |          |          |       |  |  |  |  |
| 8  | Darian   | Allyssa  | Destiny  | Kristin  | Brittany | Yvonne   |          |          |          |          |          |       |  |  |  |  |
| 9  | Maria    | Victoria | Kiara    | Yvonne   | Leila    |          |          |          |          |          |          |       |  |  |  |  |
| 10 | Jessie   | Darian   | Yvonne   | Destiny  |          |          |          |          |          |          |          |       |  |  |  |  |
| 11 | Brittany | Maria    | Darian   |          |          |          |          |          |          |          |          |       |  |  |  |  |
| 12 | Yvonne   | Destiny  | Maria    |          |          |          |          |          |          |          |          |       |  |  |  |  |
| 13 | Victoria | Jessie   |          |          |          |          |          |          |          |          |          |       |  |  |  |  |

     Thí sinh bị loại.
     Thí sinh có cùng điểm ở cuối bảng nhưng được an toàn.
     Thí sinh dừng cuộc thi.
     Thí sinh chiến thắng cuộc thi.

### Bảng điểm
| Hạng | Thí sinh | Tập  | Tập     | Tập  | Tập  | Tập  | Tập  | Tập  | Tập  | Tập  | Tập  | Tập  | Tổng điểm | ĐTB  |
| Hạng | Thí sinh | 2    | 3       | 4    | 5    | 6    | 7    | 8    | 9    | 10   | 11   | 12   | Tổng điểm | ĐTB  |
| ---- | -------- | ---- | ------- | ---- | ---- | ---- | ---- | ---- | ---- | ---- | ---- | ---- | --------- | ---- |
| 1    | Laura    | 36.0 | 32.0    | 42.5 | 38.7 | 46.2 | 32.9 | 41   | 38.0 | 35.9 | 35.8 | 41.2 | 429.1     | 39.0 |
| 2    | Kiara    | 34.3 | 24.1    | 32.7 | 37.3 | 32.8 | 35.9 | 34.8 | 32.5 | 42.2 | 39   | 36.6 | 388.2     | 35.3 |
| 3    | Leila    | 40.4 | 32.2    | 37.3 | 29.0 |      |      |      | 34.9 | 46.4 | 37.1 | 35.2 | 300.6     | 37.6 |
| 4    | Nastasia | 36.6 | 28.1    | 32.4 | 40.9 | 31.8 | 42.2 | 33.3 | 39.3 | 40.3 | 35.5 |      | 367.4     | 36.7 |
| 5    | Kristin  | 34.7 | 27.9    | 30.9 | 38.1 | 33.9 | 38.1 | 35.8 | 33.3 | 34.0 |      |      | 313.7     | 34.9 |
| 6    | Victoria | 31.2 | 34.2    | 31.2 | 36.5 | 31.7 | 36.7 | 32.6 | 31.3 |      |      |      | 274       | 34.2 |
| 7    | Brittany | 36.3 | 33.9    | 37.3 | 29.5 | 39.1 | 39.2 | 30.3 |      |      |      |      | 254.1     | 36.3 |
| 8    | Allyssa  | 32.1 | 32.9    | 35.5 | 30.8 | 35.7 | 29.0 |      |      |      |      |      | 204.2     | 34.0 |
| 9    | Yvonne   | 33.8 | 20.8    | 29.5 | 36.4 | 30.5 |      |      |      |      |      |      | 156.2     | 31.2 |
| 10   | Destiny  | 26.9 | 25.1    | 27.0 |      |      |      |      |      |      |      |      | 85.3      | 28.4 |
| 11   | Darian   | 28.9 | 20.8    |      |      |      |      |      |      |      |      |      | 54.9      | 27.5 |
| 12   | Maria    | 28.1 | Bỏ cuộc |      |      |      |      |      |      |      |      |      | 28.1      | 14.0 |
| 13   | Jessie   | 22.4 |         |      |      |      |      |      |      |      |      |      | 22.4      | 22.4 |

     Thí sinh có điểm cao nhất.
     Thí sinh bị loại.
     Thí sinh dừng cuộc thi.
     Thí sinh có cùng điểm ở cuối bảng nhưng được an toàn.
     Thí sinh ở cuối bảng.
- Trong tập 1, từ 30 thí sinh bán kết đã giảm xuống còn 13 người.
- Trong tập 3, Maria bỏ cuộc vì từ chối buổi chụp hình. Darian & Yvonne rơi vào cuối bảng và đều có số điểm là 20.8, nhưng Yvonne được ở lại cuộc thi vì có điểm mạng xã hội cao hơn Darian.
- Vào cuối tập 8, các cô gái bị loại đã được đưa trở lại phòng loại sau khi Brittany bị loại, sau đó vào đầu tập 9, Leila trở lại cuộc thi do nhận được số điểm truyền thông xã hội trung bình cao nhất.
- Tập 13 là tập tóm tắt lại mùa thi.

### Buổi chụp ảnh
- Tập 1: Áo chương trình với quần bơi (casting)
- Tập 2: Ảnh chân dung kiểu Taxidermy
- Tập 3: Ảnh trắng đen khỏa thân trong vườn với Rob Evans
- Tập 4: Thây ma trong ngày tận thế
- Tập 5: Cổ động viên trên không
- Tập 6: Thời trang tàu hơi nước với cú
- Tập 7: Bẩn thỉu trong nhà nghỉ
- Tập 8: Ảnh tù nhân
- Tập 9: Mối tình tay ba trên sông
- Tập 10: Chiến binh thác nước
- Tập 11: Tạo dáng trên bãi biển cho Dream Come True
- Tập 12: Ảnh quảng cáo cho Nine West; Ảnh bìa tạp chí Nylon